# 圣泰洛
圣泰洛（法語：Saint-Thélo，法語發音：[sɛ̃ telo]）是法国阿摩尔滨海省的一个市镇，位于该省南部，属于圣布里厄区。

## 地理
圣泰洛（48°13'42"N, 2°51'15"W）面积14.56 平方千米，位于法国布列塔尼大區阿摩尔滨海省，该省份为法国西北部沿海省份，位于布列塔尼半岛北部，北濒大西洋英吉利海峡，西接菲尼斯泰尔省，南至莫尔比昂省，东临伊勒-维莱讷省。
与圣泰洛接壤的市镇（或旧市镇、城区）包括：格拉斯于泽勒、梅尔莱阿克、勒基利奥、圣卡拉代克、圣埃尔韦、特雷韦、于泽勒。

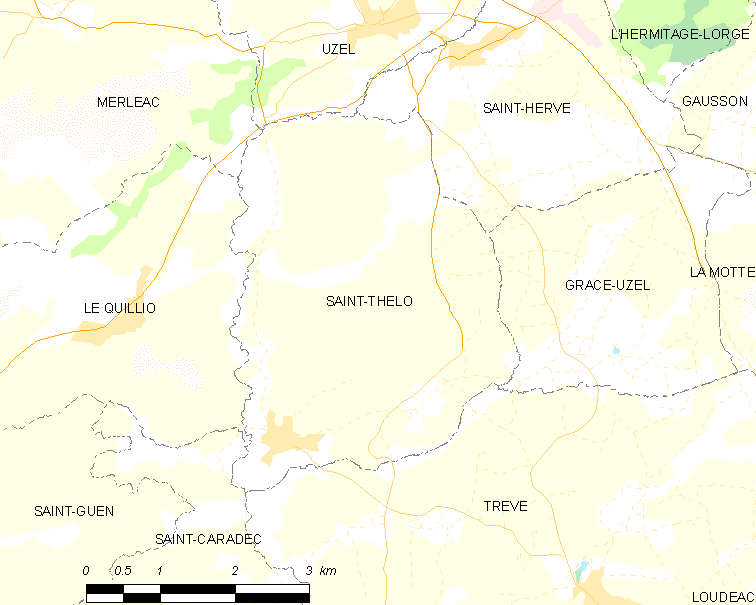
圣泰洛的OSM定位图

圣泰洛的时区为UTC+01:00、UTC+02:00（夏令时）。

## 行政
圣泰洛的邮政编码为22460，INSEE市镇编码为22330。

## 政治
圣泰洛所属的省级选区为盖莱当县。

## 人口

1962-2008年间圣泰洛人口变化图示

圣泰洛于2022年1月1日时的人口数量为377人。